# Francisco Lombardo
Juan Francisco Lombardo (født 11. juni 1925 i Mendoza – 24. maj 2012) var argentinsk fodboldspiller (forsvarer).
Han spillede på klubplan primært Vélez Sársfield og Boca Juniors. Han spillede også et enkelt år hos Bocas ærkerivaler River Plate. Med Boca vandt han i 1954 det argentinske mesterskab.
Lombardo spillede desuden 37 kampe for det argentinske landshold. Han spillede blandt andet alle sit holds tre kampe under VM i 1958 i Sverige, og var også med til at vinde Copa América i både 1955 og 1959.

## Titler
Primera División de Argentina
- 1954 med Boca Juniors

Copa América
- 1955 og 1959 med Argentina